# Gledić
Gledić (cyr. Гледић) – wieś w Serbii, w okręgu raskim, w mieście Kraljevo. W 2011 roku liczyła 251 mieszkańców.